# WebRTC
WebRTC (Web Real-Time Communication) är ett API för webbprogrammering som stöder direktkommunikation mellan webbläsare för till exempel videosamtal, VoIP och P2P-fildelning.
Tekniken utvecklades ursprungligen internt inom Google. I maj 2011 öppnades koden och i januari 2021 antogs WebRTC som industristandard av W3C och IETF.
WebRTC stöds i dag av webbläsarna Chrome, Firefox, Safari, Opera, Microsoft Edge samt Internet Explorer.
WebRTC är fortfarande en säkerhetsrisk för dem som använder sig av VPN-tunnlar, då API:et kan åskådliggöra användarens sanna IP-adress.